# Alfredo Acton
Alfredo Acton (Castellammare di Stabia, 12 settembre 1867 – Napoli, 26 marzo 1934) è stato un ammiraglio italiano, capo di Stato Maggiore della Marina Militare dal 1919 al 1921 e dal 1925 al 1927 e senatore del Regno nel 1927.

## Biografia
Discendente da una nobile famiglia e nato a a Castellammare di Stabia il 12 settembre 1867, era figlio di Ferdinando Acton, ministro e senatore, e di Ninfa Raminez; il padre Ferdinando fu ammiraglio della Regia Marina delle Due Sicilie e capo di Stato Maggiore della Marina militare italiana e ministro della Guerra nel 1880, mentre un suo fratello maggiore, quindi zio di Alfredo, Guglielmo Acton fu ammiraglio e senatore d’Italia. Alfredo era nipote anche di Emmerik e di Laura Acton, la quale sposò Marco Minghetti. Alfredo discendeva da sir John Francis Edward Acton (1737 - 1811) che si trasferì a Napoli nel 1778 su invito di Ferdinando IV di Borbone; sir John fu nominato direttore della Real Segreteria della Marina napoletana e successivamente ministro degli Esteri con funzioni di presidente del Consiglio. Il suo compito principale fu la riorganizzazione della flotta e la costruzione del cantiere navale di Castellammare di Stabia nel 1783.  
Alfredo, seguendo il percorso di suoi padre e dei suoi avi, entrò nella Regia Marina e conseguì pian piano tutti i gradi della carriera militare, partendo dal grado di guardiamarina, conseguito l’8 novembre 1879 presso la Scuola di Marina di Napoli. Nel 1885 partecipò all’occupazione di Massaua, mentre poi partecipò alla spedizione internazionale di Creta (1897), alla campagna in Cina in seguito alla Ribellione dei Boxer (1900). Nel 1907 sposò a Napoli donna Livia Giudice Caracciolo, principessa di Leporano dalla quale ebbe Francesco Eduardo Maria, nato a Castellammare di Stabia, futuro ufficiale di Marina pluridecorato e, nel secondo dopoguerra, direttore del Museo “Gaetano Filangieri” di Napoli. Nel 1911-1912 partecipò alla guerra italo-turca, per conquistare la Libia, in cui, per il concorso nelle operazioni di sbarco e terrestre, fruttò la prima Medaglia d'oro al valor militare alla bandiera delle forze di sbarco:             “Per l'ardire e l'eroismo dimostrato nelle varie azioni compiute nel mese di ottobre 1911 per l'occupazione della Tripolitania e della Cirenaica”.
Durante la Prima guerra mondiale, con il grado di contrammiraglio, a capo di forze navali italo-inglesi, batté il 15 maggio 1917 una divisione di esploratori austriaci nel basso Adriatico. L’azione viene ricordata come battaglia d’Otranto. Il comando austro-ungaro, infatti, nel tentativo di distruggere lo sbarramento del canale d’Otranto, mise in mare una potente squadra navale, al comando dell’ammiraglio Miklós Horthy, composta da incrociatori e cacciatorpediniere e supportato da U-Boat. L’ammiraglio Alfredo Acton subito passò al contrattacco. Per questa azione fu insignito della Medaglia interalleata della vittoria, proposta da un comitato inglese e proposta agli alleati dopo la fine della guerra. Alfredo Acton fu capo di stato maggiore della Marina dal 1919 al 1921 e dal 1925 al 1927. Dal dicembre 1923 al 1° giugno del 1925 fu comandante in capo dell’Armata navale. Nominato ammiraglio d’armata nel settembre del 1926, rivestì, in vari periodi (dal 1925 al 1927) il ruolo di comandante in capo delle Forze Navali. Partecipò anche alla Conferenza di Washington. Dal 1° agosto 1925 al 1932, fu presidente del Comitato degli ammiragli, nonché presidente del Consiglio Superiore della Marina. Il 1° febbraio 1925 gli venne riconosciuto il titolo di "Barone" concesso con regio decreto .